# The Raw Story
The Raw Story, транскрипция  «ро стори» (в переводе с англ. — «сырая история») — американская новостная организация и одноимённый сайт левого толка, ориентированный на агрегирование новостей и расследовательскую журналистику. Ресурс создавался как противовес Drudge Report.The Raw Story входит в группу либеральных и консервативных сайтов Digital News Alliance, созданную для помощи в борьбе относительно небольших медиа-структур с гигантами интернета — Facebook и Google.

## О сайте
The Raw Story собирает информационные потоки с других новостных ресурсов — в том числе с таких информ агентств как Рейтерс и AFP. По своему содержанию они в основном носят левую направленность и критичный тон по отношению к президенту Трампу. Иногда ресурс публикует свои собственные материалы. The Raw Story использует броские и насыщенные заголовки и иллюстрирует свои материалы агрессивными фотографиями из стоков. Нередки случаи, когда ресурс пропагандировал чудодейственные средства — в том числе лекарственные — и вводил читателей в заблуждение. Многие его истории являлись фейками или рассказывали о лже науке. Согласно статистике сайта similarweb.com на октябрь 2019 года сайт был на 598 месте по посещаемости в США, 3186 месте в мире, и на 487 среди новостных сайтов. Ежемесячно на него хахожило около 19 млн уникальных посетителей. Авторы и собственные корреспонденты издания находятся в Нью-Йорке, Вашингтоне, Округ Колумбия, Флориде, Техасе, Северной Каролине, Джорджии, Иллинойсе, Колорадо и Калифорнии.

## Руководство
Головной структурой в объединении сайтов является Raw Story Media Inc. Кроме The Raw Story в неё входит ещё два ресурса — The New Civil Rights Movement и AlterNet. Штаб-квартира организации, основанной в 2004 году, находится в Вашингтоне. Её основатель и владелец — Джон Бирн. Его партнёр Майкл Роджерс. Руководство и акционеры ресурса представляют ЛГБТ сообщество. Основным отличием своей организации и сайта создатели видят в фокусировки на темах, которые не интересуют «большие СМИ».

## Коллектив издания
С изданием сотрудничает журналист Дэвид Кей Джонстон. Он занимается расследовательским направлением в издании. Этот корреспондент является обладателем Пулитцеровской премии в области журналистики, которую он получил в 2001 году, работая в газете New York Times. Кей является автором 7 книг — две из которых о Дональде Трампе. Совместно с бывшим редактором The Wall Street Journal Дэвидом Круком они основали некоммерческое новостное агентство DCReport. Оно предоставляет расследовательские материалы для The Raw Story. Новый вид гибридной журналистики подразумевает с одной стороны предоставление материалов для сайта агентством, а с другой — сбор пожертвований ресурсом с читателей для поддержки журналистов. Расследования касаются таких тем как: финансовое регулирование, энергетика, налоги, окружающая среда, безопасность труда, коррупция.
Издатель The Raw Story — Роксана Купер. Она более 25 лет работает в новостном бизнесе, и занимала управляющие позиции в таких изданиях, как San Francisco Bay Guardian, LA Weekly, Stars and Stripes. С 2004 по 2008 выпускала популярный блог Rox Populi. Проживает в Сан-Франциско.